# أولاد حمو بن عمور (أولاد خيرة)
أولاد حمو بن عمور هو دُوَّار يقع بجماعة واركي، إقليم قلعة السراغنة، جهة مراكش آسفي في المملكة المغربية. ينتمي الدوّار لمشيخة أولاد خيرة التي تضم 18 دوار. يقدر عدد سكانه بـ 285 نسمة حسب الإحصاء الرسمي للسكان والسكنى لسنة 2004.

## روابط خارجية
- البوابة الوطنية للجماعات الترابية
- المندوبية السامية للتخطيط